# IC 3486
IC 3486 ist eine elliptische Zwerggalaxie vom Hubble-Typ dE/S0? im Sternbild Jungfrau am Nordsternhimmel. Sie ist schätzungsweise 74 Millionen Lichtjahre von der Milchstraße entfernt ist.
Das Objekt wurde am 29. April 1892 von Isaac Roberts entdeckt.